# Viladelleva
Viladelleva és una entitat de població del municipi de Callús, a la comarca catalana del Bages.
La caseria, situada a l'extrem nord-oriental del terme municipal, a 6 quilòmetres del nucli urbà, forma una vall entre el puig de Roma, el puig de Sants i la riera de Bellver.

## Llocs d'interès
- Santa Maria de Viladelleva: una petita ermita preromànica, tot i que l'aparell utilitzat i les voltes corresponen en realitat a un edifici d'època romànica més aviat tardana, del segle xiii.[1] Consta d'una nau, amb absis rectangular i amb volta de canó. La porta de ponent és precedida d'un porxo.

## Història
Viladelleva està documentat des del 1025. A finals del segle xix la vinya esdevé el cultiu principal, fins que l'epidèmia de la fil·loxera mata els ceps. L'any 1936 es profana la capella i resta sense culte fins al 1962, quan Jordi Planas, propietari de Cal Ferrer, l'adquireix per restaurar-la i mantenir-hi el culte.